# Strijkkwartet nr. 1 (Sjostakovitsj)
Dmitri Sjostakovitsj's Strijkkwartet Nr. 1 in C majeur (opus 49) werd geschreven in 1938.
Het werk bestaat uit vier delen:
1. Moderato
2. Moderato
3. Allegro Molto
4. Allegro

## Context
Dit kwartet maakte Sjostakovitsj toen zijn rehabilitatie enigszins op gang was gekomen door het succes van zijn 5e symfonie na de levensbedreigende aanval in de Pravda op hem vanwege zijn opera Lady Macbeth uit het district Mtsensk twee jaar tevoren. Zijn stemming beschrijft hij aan Volkov: "Om niet gestenigd te worden, beweert men aan een zus of zo werk te werken, waarvan de titel natuurlijk bombastisch moet klinken. Ondertussen schrijft men een strijkkwartet waar men stilletjes plezier aan beleeft. Aan de potentaten meldt men: er rijpt een opera "Karl Marx" of "De Jonge Garde". Het kwartet zien ze dan door de vingers als vrijetijdbesteding".
Sjostakovitsj zag weinig diepgang in dit kwartet: "Qua stemming is het opgewekt, vrolijk en lyrisch; ik zou het lente-achtig willen noemen". Het werk wordt door anderen vooral als oefenstuk gezien; en het lijkt weinig emotie te bevatten.
De première in Leningrad door het Glazunow Quartet was een groot succes. Belangrijker was de tweede uitvoering door het Beethoven Quartet, die daarna vrijwel alle kwartetten van Sjostakovitsj ten doop zou houden.
Strijkkwartet nr. 1 · Strijkkwartet nr. 2 · Strijkkwartet nr. 3 · Strijkkwartet nr. 4 · Strijkkwartet nr. 5 · Strijkkwartet nr. 6 · Strijkkwartet nr. 7 · Strijkkwartet nr. 8 · Strijkkwartet nr. 9 · Strijkkwartet nr. 10 · Strijkkwartet nr. 11 · Strijkkwartet nr. 12 · Strijkkwartet nr. 13 · Strijkkwartet nr. 14 · Strijkkwartet nr. 15